# Neumühle (Werbach)
Neumühle ist ein Wohnplatz auf der Gemarkung des Werbacher Ortsteils Wenkheim im Main-Tauber-Kreis im Nordosten Baden-Württembergs.

## Geographie
Die Neumühle steht im Welzbachtal am Ortsausgang von Wenkheim in Richtung Werbachhausen. Bei ihr mündet der Krückengraben von rechts in den Welzbach. Bachabwärts in Richtung Werbachhausen folgen die ehemaligen Mühlen und heutigen Wohnplätze Öl- und Sägmühle und Emmentaler Mühle. 
Die L 2297, im Wenkheimer Ortsbereich auch als Lindenstraße bezeichnet, führt direkt am Wohnplatz vorbei. Über eine kleine Brücke, die den Welzbach überquert, besteht ein Anschluss an den Welzbachtalradweg.

## Kultur und Sehenswürdigkeiten
Am Wohnplatz befinden sich eine große Mühle und Fachwerkhäuser. Siehe auch: Liste der Kulturdenkmale in Wenkheim.

## Wirtschaft und Infrastruktur

### Verkehr
Der Wohnplatz Neumühle ist über die Lindenstraße (bzw. L 2297) zu erreichen und befindet sich an der gleichnamigen Straße Neumühle.

### ZG Raiffeisen Agrar-Niederlassung
An der Neumühle betreibt die ZG Raiffeisen eine Agrar-Niederlassung, in der alle Getreidesorten sowie Raps erfasst und gelagert werden. Am Standort gibt es eine Dinkelentspelzung.

Ansichten der Neumühle
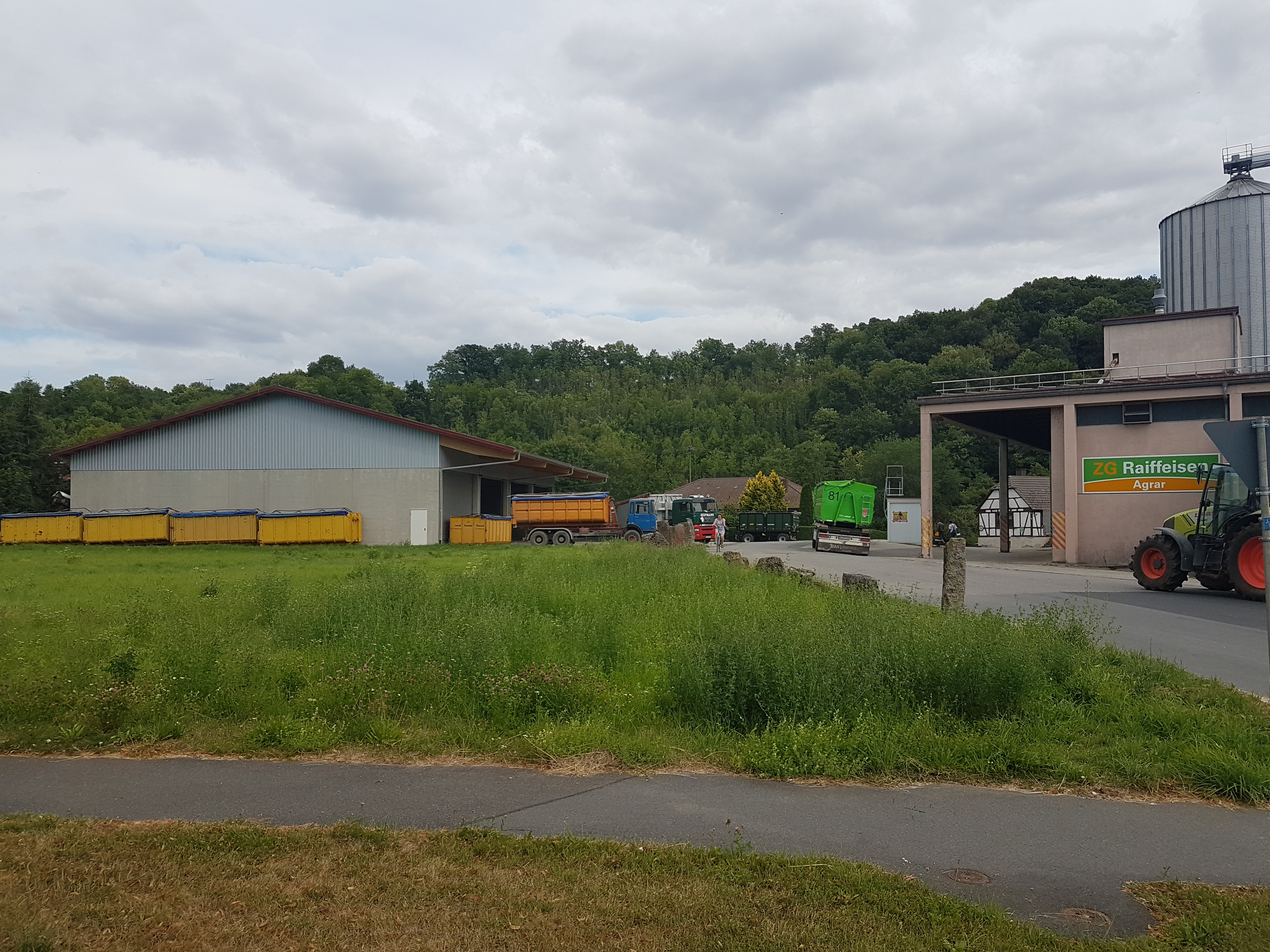
Wirtschaftsgebäude
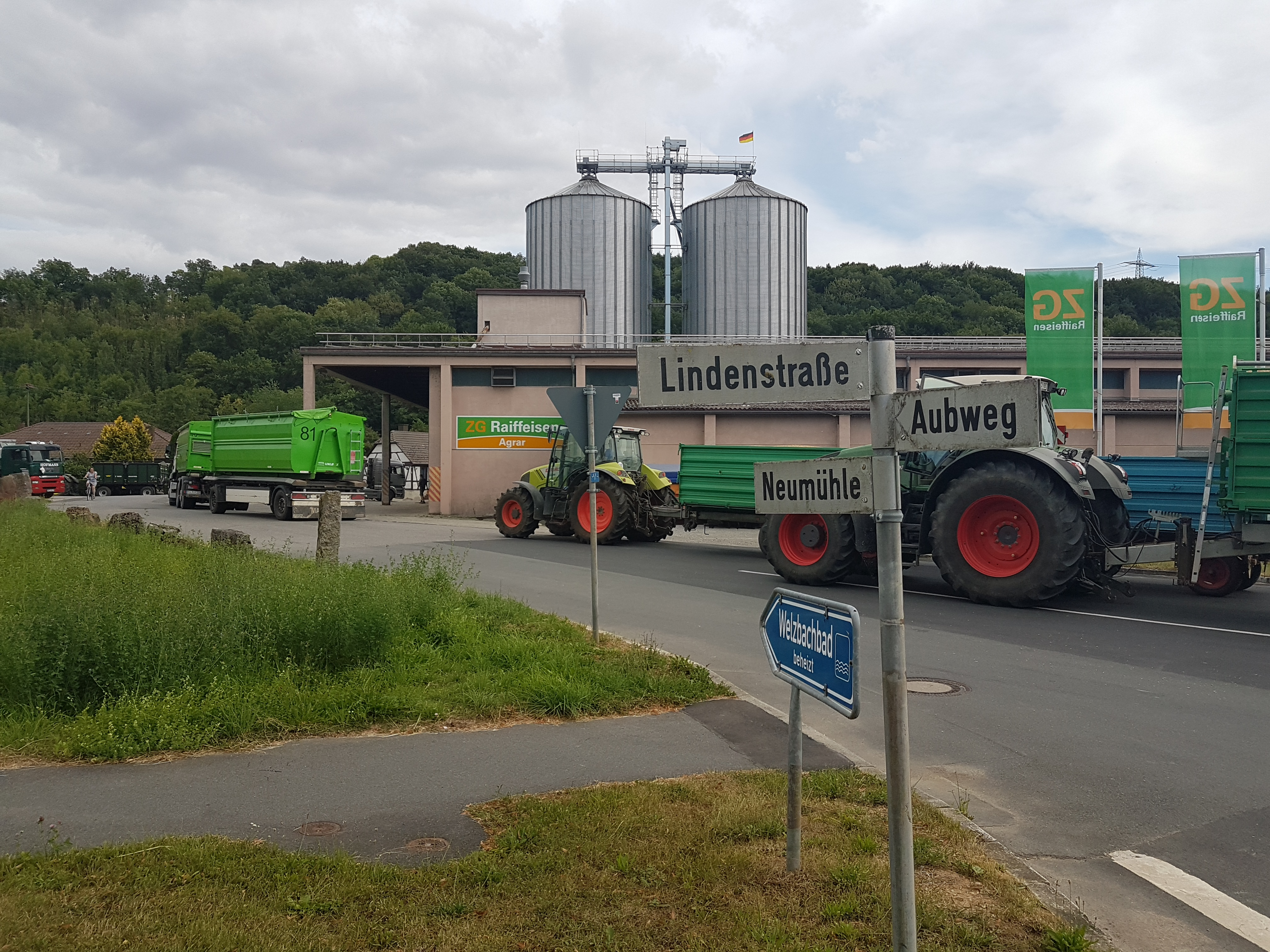
Getreideanlieferungen